# حسین مرتضاییان آبکنار
حسین مرتضاییان آبکنار (زادهٔ ۵ اسفند ۱۳۴۵ در تهران) داستان‌نویس، فیلم‌نامه‌نویس، و مدرس داستان‌نویسی ایرانی است. او برای رمان عقرب روی پله‌های راه‌آهن اندیمشک برندهٔ عنوان بهترین رمان اول سال ۱۳۸۵ جایزهٔ ادبی هوشنگ گلشیری شد.

## زندگی
حسین مرتضاییان آبکنار در ۵ اسفند ۱۳۴۵ در تهران متولد شد. پس از به پایان بردن تحصیلاتش در رشتهٔ هنرهای نمایشی (گرایش طراحی صحنه) به فیلم‌نامه‌نویسی روی آورد. در زمان جنگ ایران و عراق بین سال‌های ۱۳۶۵-۱۳۶۷ به سربازی رفت و حضورش در جبهه‌های جنگ «بر فضای داستان‌هایش تأثیر گذاشت.»
در سال ۱۳۶۸ در جلسات عمومی داستان‌خوانی سیروس طاهباز در کانون پرورش فکری کودکان و نوجوانان شرکت کرد. در سال ۱۳۶۹ با دائر شدن کارگاه داستان‌نویسی گلشیری به جمع شاگردان گلشیری پیوست. آبکنار در سال‌های ۱۳۷۷ و ۱۳۷۹ به دعوت گلشیری عضو هیئت تحریریه ماهنامه کارنامه بود.
او هم چنین سابقه تدریس داستان‌نویسی در دانشگاه هنر تهران و همچنین تدریس آزاد داستان‌نویسی را داراست.
آبکنار در سال ۲۰۱۳ میلادی موفق به دریافت فلوشیپ از دانشگاه هاروارد شد و در حال حاضر ساکنِ  آمریکا است.

## آثار

### کتابشناسی
- ۱۳۷۸ - مجموعه داستانِ «کنسرت تارهای ممنوعه»، نشر آگه.
- ۱۳۸۲ - مجموعه داستانِ «عطر فرانسوی»، نشر قصه.
- ۱۳۸۶ - رمانِ «عقرب روی پله‌های راه‌آهن اندیمشک یا از این قطار خون می‌چکه قربان»، نشر نی.
- ۱۳۸۷ - معرفی و بررسی آثار داستانی و نمایشی از ۱۲۵۰ تا ۱۳۰۰ شمسی، نشر فرهنگستان زبان و ادب فارسی.
- ۱۴۰۰ - رمانِ «تاریکی»، نشر القصه.
- 1402- بانک ملی شعبه شاهپور، نشر القصه

### فیلمشناسی
- کسی از گربه‌های ایرانی خبر نداره - نویسندهٔ فیلمنامه همراه با بهمن قبادی و رکسانا صابری
- ماندوو - نویسندهٔ فیلمنامه همراه با ابراهیم سعیدی

## عقرب روی پله‌های راه‌آهن اندیمشک
رمانِ عقرب روی پله‌های راه‌آهن اندیمشک یا از این قطار خون می‌چکه قربان! در سال ۱۳۸۵ توسط نشر نی در تهران منتشر شد. این رمان که از نوزده فصل تشکیل شده روایت متفاوتی از جنگ ایران و عراق را بازگو می‌کند. این رمان که برنده جایزه گلشیری، جایزه مهرگانِ ادب و جایزه ادبیِ واو برای متفاوت‌ترین رمان سال شد پس از سه بار تجدید چاپ به علت نگاه ضد جنگ اجازه تجدید چاپ نیافت.
آبکنار در گفتگویی دلیل انتخاب نام کتاب را این گونه عنوان می‌کند:
دلیل اصلی انتخابِ این اسم این است که من بیست سال پیش، روی پله‌های راه‌آهن اندیمشک نشسته بودم و دیدم که خون از پله‌ها بالا آمد.
رمان داستان سرباز وظیفه‌ای به نام مرتضی است که با ۴ ماه اضافه خدمت به مدت ۲۸ ماه خدمت سربازی خود را سپری کرده و ترخیص شده و در حال بازگشت به شهر خویش است. با مرور خاطرات مشخص می‌شود که در مسیر برگشت دژبان برگه تسویه حساب او را پاره کرده و حال هیچ مدرکی برای اثبات فراری نبودن در دست ندارد. فصل‌های کتاب از نظم گاه‌شمارانه و خطی پیروی نمی‌کند و راوی در فصل‌های مختلف تغییر زاویه دید می‌دهد.
این رمان را برخی به واسطه نگاه واقع‌بینانه و غیرایدئولوژیک اولین رمان ضد جنگ ایرانی می‌دانند.

### ترجمه‌ها
- ۱۳۸۹ به زبان فرانسه با عنوان «عقرب» ( Le Scorpion) توسط لوسی مارتین و انتشار در انتشارات لوُر فرانسه
- ۱۳۹۰ به زبان کردی توسط «به روژ ئاکره یی» و انتشارات «چاپخانهٔ ئاراس» اربیل کردستان عراق
- ۱۳۹۲ به زبان آلمانی توسط کورت شارف[۹]
- ۱۳۹۶ به زبان عربی توسط حسین طرفی علیوی، نشر شهریار، عراق (بصره)
- ۱۳۹۷ به زبان چینی

## جوایز
- ۱۳۸۶ - دورهٔ هفتم جایزه هوشنگ گلشیری، بهترین رمان. برای رمان اول به‌خاطر رمان عقرب روی پله‌های راه‌آهن اندیمشک یا از این قطار خون می‌چکه قربان.[۱]
- ۱۳۸۶ - بهترین رمان هشتمین دوره جایزه مهرگان ادب. برای رمان عقرب روی پله‌های راه‌آهن اندیمشک یا از این قطار خون می‌چکه قربان.
- ۱۳۸۶ - رمان متفاوت سال - انجمن واو. برای رمان عقرب روی پله‌های راه‌آهن اندیمشک یا از این قطار خون می‌چکه قربان.